# Mose Allison
Mose Allison (11. listopadu 1927 Tippo, Mississippi, USA – 15. listopadu 2016) byl americký klavírista a zpěvák. Své první album nazvané Back Country Suite vydal v roce 1957 u vydavatelství Prestige Records. Jeho píseň „Parchman Farm“ předělalo mnoho umělců, mezi které patří například skupiny Cactus, Blue Cheer nebo hudebníci Rick Derringer a Georgie Fame.
V roce 2006 byl uveden do Long Island Music Hall of Fame.